# Château de Menetou-Couture
Le château de Menetou-Couture est un château situé sur la commune Menetou-Couture dans le département du Cher, en région Centre-Val de Loire.
Construit essentiellement au milieu du XVe siècle par les Villaines (voir ci-dessous), le donjon culmine à 38 mètres et a gardé sa charpente imposante dans un comble d’une hauteur de 17,50 mètres. Il est entouré d’un parc aux arbres centenaires.
Le donjon fait l’objet d’un classement au titre des monuments historiques depuis le 30 octobre 1917.

## Historique et Architecture
En 1398, une construction fortifiée s’élève à Menetou-Couture, dont il ne subsiste aucun vestige connu. L'actuel château de Menetou-Couture a été construit au XVe siècle.
Construction militaire seigneuriale à la veille de la Renaissance, le château avec son donjon d’habitation est une ancienne place avancée de la Bourgogne, qui dépendait jadis, comme Germigny, à la fois des Nevers et de l’Archevêché de Bourges.
Du château, il reste le donjon et une tour d’angle abritant une chapelle. 
Des bâtiments annexes ont été accolés aux XVIIe (en particulier une boulangerie) et XVIIIe siècles. 
La “tour” est un donjon barlong aux murs d’une épaisseur d’un mètre cinquante. Le château comme le donjon étaient entourés de douves aujourd’hui comblées. Le donjon est flanqué de deux avancées (tourelles) rectangulaires dont l’une contient les latrines et l’autre l’escalier à vis – qui mène jusqu’à la chambre de veille (ou chambre de guet) qui s’ouvre au sud par une “grande fenêtre encadrée de pinacles en forme de choux frisés”.
Il faut remarquer la forme rectangulaire du donjon, construit à une époque où l’apparition de l’artillerie rendait illusoire ce type de construction : il témoigne aussi de la volonté des seigneurs de l’époque de montrer  leur puissance.
Pendant les Guerres de religion, le “duc des Deux Ponts”, alias Wolfgang von Zweibrücken, et ses reîtres quittant la Charité, ont dû démanteler en 1569 le château de Menetou-Couture et l’église, comme tous les édifices placés sur leur route.
Entre le XVIe et le XVIIIe siècles, l’aspect militaire de la construction d’origine est atténué par l’adjonction des bâtiments annexes à la Mansart et par l’ouverture de fenêtres.
En 1913, à la veille d’être démoli par le nouveau propriétaire, une procédure de classement parmi les Monuments Historiques fut entreprise. Le décret de classement date du 30 octobre 1917 ; il est signé Raymond Poincaré.
Pendant la guerre de 1939-1945, le château fut transformé en “Kommandantur”.
Depuis 1992 d’importants travaux devenus urgents, tout spécialement sur les toitures, tant du donjon que des autres bâtiments, ont été réalisés. L’intérieur du donjon a fait également l’objet d’une restauration progressive visant à faciliter la visite et à mettre en valeur. 
Le donjon est ouvert au public depuis 1995.

## Historique des propriétaires
Dans le 1er tiers du XVe siècle, Philippe de Villaines (en Nérondes) était seigneur de Menetou-Couture († av. 1434 ; fils d'autre Philippe de Villaines). Jean de Villaines, son fils, décède sans postérité et la sœur de Jean, Philiberte de Villaines hérite alors (fl. vers 1445 ; épouse d'Antoine d'Anlezy et mère de Claude d'Anlezy, père lui-même de Robert, père à son tour de Jean d'Anlezy, qui fut père de Gabriel de Menetou-Couture au XVIe siècle…). Malgré un accord visant à maintenir le bien dans la famille de Villaines, le château et sa terre échoient donc par alliance à la famille d'Anlezy (probablement un rameau de la famille féodale locale portant initialement ce nom, plutôt que la famille de Damas de Marcilly d'Anlezy, qui certes hérita par un mariage d'Anlezy mais dont aucun membre ne s'allie aux Villaines ni ne semble détenir Menetou-Couture), puis à celle d’Estrappes, avant d’appartenir à la famille de Guillon (Marie d’Estrappes épousant en 1645 Antoine de Guillon, ci-dessous).

### Les Guillon
La famille de Guillon, selon le Père Jean Mauzaire, est une grande famille berrichonne méconnue. Certains membres de cette famille occupèrent des charges importantes dans le monde militaire et judiciaire, tant sur le plan régional, qu’auprès de Rois de France. 
À la suite de mariages, dès la fin du XVIe siècle et pendant la Guerre de Trente Ans, la seigneurie de Menetou-Couture appartint à la famille de Guillon ; Geneviève de Fontenay, dont le père Jacques de Fontenay est notaire du Roi, épouse le 11 décembre 1575, Marcellin de Guillon.
Antoine, son fils, fit une carrière dans l’armée. Lieutenant au régiment des gardes, Antoine de Guillon fut nommé par Gaston d’Orléans, Gentilhomme de sa chambre “en considération des services rendus aux armées avec acte de prestation de serment…”. Il prit part aux grandes batailles de la Guerre de Trente Ans : Courtrai et Berghes, etc. Il avait épousé le 30 juillet 1645, Marie d’Estrappes, dont la famille occupait d’importantes charges à Paris et auprès du roi.
Le fils d’Antoine, Jacques-Léonard de Guillon, seigneur de Marmousse, de Garnay, des Brosses, de Menetou-Couture obtient en 1690 des lettres de provision d’office de maître particulier des eaux et forêts. Il obtint à plusieurs reprises du roi Louis XIV des lettres le dispensant du service personnel, de toute taxe et de la contribution de ban et d’arrière ban. Il se vit même concéder des armoiries. Louis XV le chargea de la répartition de la capitation de la noblesse de l’élection de la Charité-sur-Loire.
En 1729, Jacques-Léonard de Guillon meurt à 75 ans ; il est enterré dans le sanctuaire de l’église de Menetou-Couture. Le château restera dans la famille jusqu’en 1742.

### Les Rolland d’Arbourse
En 1742, Messire Marcellin-Balthazar de Guillon, fils de Messire Marcellin de Guillon, meurt à l’âge de 26 ans.
Le 10 mai 1793, Pierre-Denys de Guillon, frère de Marcellin-Balthazar de Guillon, ancien seigneur de Menetou-Couture, décède au château sans descendance. Il laisse pour héritier sa sœur, Marie-Adélaïde de Guillon, veuve de Marcellin de Rolland, seigneur d’Arbourse, qui décédera quelques semaines plus tard, le 26 juin 1793. Ses deux fils : Armand-Marcellin-Balthazar de Rolland et Paul-Edme-Bernard de Rolland d’Arbourse se partageront les diverses successions familiales. 
C’est donc, par legs successoral, que la terre de Menetou-Couture arrivera dans le patrimoine d’Armand-Balthazar-Marcellin de Rolland d’Arbourse qui sera le premier Rolland propriétaire de Menetou-Couture.
C’est au début de la Révolution, en 1790, âgé alors de 29 ans, qu’Armand-Balthazar-Marcellin de Rolland épouse à Arbourse, Marie-Roze Barbarin.
Armand-Balthazar-Marcellin de Rolland décède à Menetou-Couture en 1849. Il est inhumé dans le cimetière aujourd’hui désaffecté du bourg où l’on peut encore voir sa sépulture. 
C’est sous l’impulsion de son fils, “le Comte Paul” de Rolland, que d’importants travaux de restauration et de construction sont entrepris et qu'il est fait appel à des architectes parisiens .
Le 18 février 1828, Paul de Rolland, âgé de 29 ans, épouse Charlotte-Sydonie Chaillon de Jonville. Elle décède à 23 ans le 25 juillet 1834 après lui avoir donné deux enfants dont aucun n’héritera. 
En janvier 1861, Paul de Rolland épouse Jacqueline-Marie-Aglaé de Veyny qui décède sans descendance en mai 1861.
Le 27 août, il épouse Eléonore-Charlotte de Champs de Saint-Léger de Bréchard.
Trois enfants naîtront au château de Menetou-Couture dont un héritier masculin : Armand-Maurice.
Armand-Maurice de Rolland d’Arbourse épouse le 28 mai 1901, Ludmilla Tlusty, originaire de Bohême-Hongrie. Il mène une vie un peu plus dispendieuse que celle de ses ancêtres. Aussi est-il conduit à vendre, le 28 octobre 1908, la terre de Menetou-Couture à sa sœur Pauline-Henriette de Rolland, épouse de Justin-Eugène Delafosse.
En 1913, les époux Delafosse vendent le château.

## Personnages historiques

### Louis XI
Le roi Louis XI a séjourné à Menetou-Couture en mars 1482 à l’occasion d’un pèlerinage qui devait le conduire à Saint-Claude comme l’atteste une lettre « signée » du roi à Menetou-Couture (dont l’original est conservé aux Archives nationales à Paris).

### Henri IV
En vue du siège d'Amiens (1597), le chevalier Marcellin de Guillon fait parvenir au roi des armes et des canons.
Les Archives de Saint-Augustin, dressées par le Père Mauzaize, font état d’une lettre d’Henri IV écrite le 25 juillet 1597, dans laquelle le roi accuse réception des subsides envoyés et demande au chevalier de Guillon d’accompagner les cinq canons promis. En souvenir des services rendus, le “Bon Roy Henry” aurait séjourné quelques jours à Menetou-Couture.

### Articls connexes
- Liste des monuments historiques du Cher